# Rhodospatha mukuntakia
Rhodospatha mukuntakia är en kallaväxtart som beskrevs av Thomas Bernard Croat. Rhodospatha mukuntakia ingår i släktet Rhodospatha och familjen kallaväxter. Inga underarter finns listade.